# Сесина, Вера Валерьевна
Вера Валерьевна Сесина (род. 23 февраля 1986, Свердловск, РСФСР, СССР) — российская спортсменка, представляла художественную гимнастику в индивидуальных упражнениях. Чемпионка мира и Европы, заслуженный мастер спорта.

## Биография
Начала заниматься художественной гимнастикой с семи лет. Сначала она тренировалась в своём родном городе Свердловске у Натальи Горбулиной. В 2001 году переехала в Москву, чтобы тренироваться в Олимпийском Центре художественной гимнастики у И. А. Винер.
Наравне с Ольгой Капрановой и Евгенией Канаевой была одной из кандидаток в сборную России по художественной гимнастике для участия на Олимпиаде в Пекине. Однако по итогам предолимпийских соревнований в состав сборной было решено включить Капранову и Канаеву, а Вера Сесина отправилась в Пекин в качестве запасной.
Завершила спортивную карьеру в 2009 году из-за проблем со здоровьем. В том же году вошла в состав комиссии спортсменов при Международной федерации гимнастики.

## Спортивные результаты
- 2002 Финал Кубка мира, Штутгарт — 3-е место — скакалка; 6-е место — мяч.
- 2003 Чемпионат мира, Будапешт — 1-е место — команда.
- 2005 Чемпионат мира, Баку — 1-е место — лента, команда; 4-е место — скакалка; 5-е место — индивидуальное многоборье; 7-е место — булавы.
- 2005 Мировые гимнастические игры, Дуйсбург — 1-е место — лента; 2-е место — скакалка; 3-е место — мяч; 6-е место — булавы.
- 2005 Чемпионат Европы, Москва — 1-е место — команда; 4-е место — лента.
- 2006 Чемпионат Европы, Москва — 1-е место — индивидуальное многоборье.
- 2006 Финал Кубка мира, Миэ — 1-е место — мяч, булавы, лента.
- 2007 Чемпионат мира, Патры — 1-е место — команда, скакалка, лента, 2-е место — многоборье, обруч